# 앱 스토어 최적화
앱 스토어 최적화(App store optimization, ASO)는 앱 스토어(예: iOS용 앱 스토어, 안드로이드용 구글 플레이, 윈도우 폰용 윈도우 스토어, 블랙베리용 블랙베리 월드) 모바일 앱(예: 아이폰, 아이패드, 안드로이드, 블랙베리, 윈도우 폰)의 시각성을 개선하는 프로세스이다. 마치 웹사이트를 대상으로 하는 검색 엔진 최적화(SEO)처럼 앱 스토어 최적화는 모바일 앱을 대상으로 한다. 특히 앱 스토어 최적화에는 앱 스토어의 검색 결과와 최상위 차트 순위를 높이 상승시키는 과정이 포함된다. 게다가 앱 스토어 최적화는 앱 스토어적 인상을 다운로드로 변환시키는 일을 늘려주는 데 초점을 둔 활동을 아우르기도 하며(예: 스크린샷의 A/B 테스트) 이를 총체적으로 구매전환율최적화(Conversion Rate Optimization, CRO)라고 부른다. 앱 스토어 기능과 웹 검색 앱 인덱싱을 획득하는 일은 앱 스토어 최적화의 소관 내에서 추가적으로 분류할 수 있다.